# Liam O'Brien
Liam Christopher O'Brien, född 28 maj 1976 i Belleville i New Jersey, är en amerikansk röstskådespelare, mest känd för rösten bakom Gaara of the Sand i anime- och mangaserien Naruto. Han har medverkat i flera TV-spel och amerikanska dubbningar av japanska animeproduktioner. Han är också rösten till Illidan i det världskända MMORPG-spelet World of Warcraft - The Burning Crusade. En av webbseriens Critical Roles fasta spelare och grundare, där han främst spelat karaktärerna Vax'ildan, Caleb och Orym. 

## Filmografi
Huvudroller i Fet text.

### Anime-roller
- Afro Samurai - Kihachi, Patron #4
- Afro Samurai: Resurrection - Shichigoro
- Black Jack - Sasaki (Ep. 9)
- Blade of the Immortal - Araya Kawakami
- Bleach - Jūshirō Ukitake, Sora Inoue (Acid Wire), Rikichi, Sōken Ishida, Baigon, Kaneda
- Blue Dragon - Dolsk[1]
- Bobobo-bo Bo-bobo - Kittypoo, OVER, Pana, Not Nice Cream, Crimson
- Boogiepop Phantom - Yoji Suganuma
- Boys Be - Makoto Kurumizawa
- Busou Renkin - Gouta Nakamura, Hideki Okakura
- Code Geass - Lloyd Asplund
- Comic Party - Taishi
- Daphne in the Brilliant Blue - Jiro, Tony Long
- Descendants of Darkness - Hisoka Kurosaki
- Digimon Fusion - Neptunmon, Gargoylemon, Mercurymon
- DiGi Charat - Yoshima
- DNA² - Junta Momonari
- Duel Masters - Shobu Kirifuda (Season 2-3)
- Durarara!! - Morita
- Ergo Proxy - Vincent Law
- Fate/stay night - Archer
- Fate/Zero - Kariya Matou
- Figure 17 - Toru
- Gankutsuou: The Count of Monte Cristo - Andrea Cavalcanti
- Ghost in the Shell: Stand Alone Complex - Kokita Tomoaki (Ep. 8)
- Ghost in the Shell: S.A.C. 2nd GIG - Gino (Ep. 2)
- Girls Bravo - Kazuharu Fukuyama
- GUN x SWORD - Ray Lundgren
- Gungrave - Sam
- Gurren Lagann - Guinble Kaito
- Haré+Guu - Dr. Clive
- Hellsing Ultimate - Hotel Bellhop (Ep. 3), Spirit of the Jackal (Ep. 5), Vatican Officer (Ep. 8), Wild Geese Member (Ep. 3), Zeppelin Commander (Eps. 5-6)
- His and Her Circumstances - Hideaki Asaba, Kouhei Fukada, Martin
- Ikki Tousen - Ganryo, Kayu, Genpou Saji/Shishi Ouin (Seasons 3-4)
- Kamichu! - Inu Osho, Konoha Kamaitachi, Shika
- Kannazuki no Miko - Tsubasa
- KO Beast - Bud Mint
- Koi Kaze - Kei
- Lagrange: The Flower of Rin-ne-serien - Dizelmine, Kojiro Nogami
- Magi: The Labyrinth of Magic - Jamil (Eps. 1-3), Markkio (The Banker), Isaac (Eps. 23-24), Olika röstroller
- MÄR: Marchen Awakens Romance - Nanashi
- Marmalade Boy - Akira Mizutani, Alex
- Mega Man Star Force - Cygnus
- Mermaid Forest - Yuta
- Melody of Oblivion - Horu
- Mobile Suit Gundam Unicorn - Hill Dawson, Sarsel Mitsukerl, Tomura
- Monster - Dr. Kenzo Tenma
- Naruto - Gaara, Kotetsu Hagane
- Naruto Shippuden - Gaara, Kotetsu Hagane, Sabiru (Ep. 193)
- Nura: Rise of the Yokai Clan-serien - Shōei, Gagoze, Hidemoto Keikain (Season 2)
- Paranoia Agent - Detective Mitsuhiro Maniwa
- Paradise Kiss - Noriji Sunami, Seiji Kisaragi
- Revolutionary Girl Utena - Mamiya Chida
- Samurai Champloo - Yamane (young)
- Saiyuki Reload - Barkeeper, Demon
- Scrapped Princess - Furet/Fulle
- Sengoku Basara: Samurai Kings - Ieyasu Tokugawa
- Slayers Evolution-R - Rezo
- Star Wars Rebels - Supply Master Yogar Lyste, Morad Sumar, Olika röstroller (Ep 2, Season 1)
- The Prince of Tennis - Nanjiro Echizen, Masashi Arai
- Tiger & Bunny - Yuri Petrov/Lunatic
- Tenjho Tenge - Shin Natsume
- Texhnolyze - Haruhiko Toyama, Saburo Yagihashi
- Zatch Bell! - Genso

### Icke-anime-roller
- Avengers Assemble - Johann Schmidt/Red Skull, Blood Brother #2
- G.I. Joe: Renegades - Red Star
- NFL Rush Zone: Season of the Guardians - RZ6.0, Richard Zimmer, Olika röstroller
- Phineas & Ferb - Johann Schmidt/Red Skull
- Sofia the First - The Amazing Boswell
- Wolverine and the X-Men - Angel, Nightcrawler, Nitro

### Live-Action röstroller
- Cutie Honey - Seijis kontakt
- One Missed Call - Hiroshi Yamashita (Shinichi Tsutsumi)

### Filmroller
- Appleseed - Leyton
- Berserk: Golden Age Arc - Torturer, Ubik
- Bleach: Memories of Nobody - Jushiro Ukitake
- Bleach: The DiamondDust Rebellion - Jushiro Ukitake
- Bleach: Fade to Black - Jushiro Ukitake, Zabimaru's animal form
- Bleach: The Hell Verse - Jushiro Ukitake
- Fate/stay night: Unlimited Blade Works - Archer
- Final Fantasy VII: Advent Children - Red XIII
- Hot Wheels Battle Force 5 Full Revolution - Helixion
- JLA Adventures: Trapped in Time - Aquaman
- Legender från Övärlden - Olika röstroller
- Naruto the Movie: Snow Princess' Book of Ninja Arts - Nadare Rouga
- Naruto the Movie 2: Great Clash! The Illusionary Ruins at the Depths of the Earth - Gaara
- Naruto Shippuden the Movie: The Will of Fire - Gaara
- Onigamiden - Raiko
- Patlabor: The Movie - Detective Kataoka (Bandai Visual dub)
- Planet Hulk - Hiroim
- Redline - Frisbee
- Sakura Wars: The Movie - Kotone Seiryuin
- Sengoku Basara: The Last Party - Ieyasu Tokugawa

### Datorspelsroller
- .hack//G.U. vol.1//Rebirth - Endrance
- .hack//G.U. vol.2//Reminisce - Endrance
- .hack//G.U. vol.3//Redemption - Endrance
- Ace Combat 6: Fires of Liberation - Garuda Team Take-Off Annonsör (okrediterad)
- Ace Combat Zero: The Belkan War - Bernard Schmidt (endast röst-segment), Detlef Fleisher (endast röst-segment) (okrediterad)
- Ape Escape – Specter
- Ar tonelico: Melody of Elemia - Ayatane Michitaka (okrediterad)
- Armored Core: for Answer - Wong Shao-Lung (okrediterad), Takfumi Arisawa (okrediterad), Gerald Gendlin (okrediterad)
- Asura's Wrath - Asura
- Atelier Iris 2: The Azoth of Destiny - Chaos (okrediterad)
- Atelier Rorona: The Alchemist of Arland - Sterkenburg (okrediterad)
- Atelier Totori: The Adventurer of Arland - Sterkenburg (okrediterad)
- Atelier Meruru: The Apprentice of Arland - Sterkenburg (okrediterad)
- Baten Kaitos Origins - Lord Krumly
- Bioshock Infinite - Olika röstroller
- Bravely Default - Swordmaster Nobutsuna Kamiizumi
- Bleach-serien - Jūshirō Ukitake, Nnoitra Gilga
- Call of Duty: Black Ops - Olika röstroller
- Call of Duty: Black Ops 2 - David Mason (E3 2012-demo), ISA Multiplayer Annonsör
- Call of Duty: Modern Warfare 2 - Olika röstroller
- Call of Duty: Modern Warfare 3 - PMC Multiplayer Annonsör, Olika röstroller
- Captain America: Super Soldier - Howard Stark
- Castlevania: Curse of Darkness - Isaac (okrediterad)
- Castlevania: Lament of Innocence - Joachim Armster (okrediterad)
- Castlevania: Order of Ecclesia - Blackmore (okrediterad)
- Castlevania: Portrait of Ruin - Jonathan Morris (okrediterad)
- Catherine - Orlando Haddick
- Cross Edge - Ayatane, Judas (okrediterad)
- Culdcept Saga - Drachma (som Liam O' Brien)
- Darksiders - War
- Darksiders II - War
- Dead or Alive 5 - Rig
- Devil May Cry 4 - Sanctus (röst och motion capture)
- Dirge of Cerberus -Final Fantasy VII- - Incidental Characters
- Disaster: Day of Crisis - Gregory (okrediterad)
- Disgaea 3: Absence of Justice - Master Big star (okrediterad)
- Dissidia 012 Final Fantasy - Kain Highwind
- Dragon Age: Origins - Niall
- Drakengard 3 - Cent
- Dungeon Siege III - Bogdan, Roderick
- Dynasty Warriors 5: Xtreme Legends - Guan Yu (okrediterad)
- Dynasty Warriors 5: Empires - Guan Yu (okrediterad)
- Dynasty Warriors 6 - Olika röstroller (okrediterad)
- Enchanted Arms - Mysterious Man/Makoto (okrediterad)
- Eternal Sonata - Count Waltz
- Eureka Seven vol. 1: The New Wave - Steven Bisson (okrediterad)
- Eureka Seven vol.2: The New Vision - Steven Bisson (okrediterad)
- Fable III - Hob
- Fallout: New Vegas - Pacer, Cachino, Jessup, Olika röstroller
- Front Mission 4 - Wagner (okrediterad)
- Final Fantasy IV - Kain Highwind (okrediterad)
- Final Fantasy XIII - PSICOM-soldater
- Final Fantasy XIII-2 - Caius Ballad
- Final Fantasy Crystal Chronicles: Ring of Fates - Cu Chaspel (okrediterad)
- Fire Emblem: Awakening - Inigo
- Ghost Rider - Johnny Blaze
- God of War: Ghost of Sparta - Olika röstroller
- Grand Theft Auto V - Olika radioröstroller
- Guilty Gear 2: Overture - Ky Kiske (okrediterad)
- Guild Wars 2 - Mender Serimon, Gavin, Nallas, Olika röstroller
- Guitar Hero: World Tour - Riki Lee
- Halo 4 - Shadow leader Spartan ops
- Hexyz Force - Faust Schneizel, Virtus
- Kamen Rider: Dragon Knight - Wrath, Trash Mob B
- Kane & Lynch 2: Dog Days - Olika röstroller
- Killer Is Dead - David
- Killzone 3 - Olika röstroller
- Kingdoms of Amalur: Reckoning - King Titarion
- League of Legends - Yasuo, the Unforgiven
- Lego The Lord of the Rings – Various different characters in Middle Earth
- Lightning Returns: Final Fantasy XIII - Caius Ballad
- Lord of the Rings: War in the North - Elladan, Elrohir
- Lost Planet 2 - Waysider/Olika röstroller
- MadWorld - Zombie/Soldat 7/Scissors Man
- Mafia II - Brian O'Neill
- Magna Carta II - Huaren Jass
- Mana Khemia: Alchemists of Al-Revis - Vayne Aurelius (okrediterad)
- Mana Khemia 2: Fall of Alchemy - Goto
- Marvel Super Hero Squad - Nightcrawler
- Middle-earth: Shadow of Mordor - Gollum
- Mimana Iyar Chronicle - Heidar (okrediterad)
- Naruto-serien - Gaara
- NIER - Grimoire Weiss (okrediterad)
- Ninja Blade - Doctor, Olika zombies (som Liam O' Brien)
- Odin Sphere - Ingway (okrediterad)
- Operation Darkness - Herbert East, Jude Lancelot, tyska soldater(okrediterad)
- Persona 4 Arena - Akihiko Sanada
- Persona 4 Arena Ultimax - Akihiko Sanada
- Persona Q: Shadow of the Labyrinth - Akihiko Sanada
- Professor Layton and the Unwound Future - Dimitri Allen, presentor, Subject 3
- Professor Layton and the Last Specter - Clark Triton
- Professor Layton and the Miracle Mask - Henry Ledore
- Project Sylpheed - Operator of Caliban (okrediterad)
- Red Faction: Armageddon - McMahon
- Red Faction: Guerrilla - Dan Mason
- Resident Evil 5 - Reynard Fisher
- Resident Evil: The Darkside Chronicles - Olika röstroller (som Liam O'brien)
- Rift: Planes of Telara - Olika röstroller
- Rise of Nightmares - Marchosias
- Romancing SaGa - Raphael, Ewei, Bafal Fighter, The Minstrel, Olika röstroller (okrediterad)
- Sakura Wars: So Long, My Love - Tsugarubi (okrediterad)
- Samurai Champloo: Sidetracked - Mugen
- Sengoku Basara: Samurai Heroes - Ieyasu Tokugawa
- Seven Samurai 20XX - Natoe (okrediterad)
- Shin Megami Tensei IV - Navarre
- Shin Megami Tensei: Devil Summoner: Soul Hackers - Masahiro "Spooky" Sakurai
- Shin Megami Tensei: Persona - Kei Nanjo
- Shin Megami Tensei: Persona 3 - Akihiko Sanada, Eiichiro Takeba (okrediterad)
- Shin Megami Tensei: Persona 3 FES - Akihiko Sanada, Eiichiro Takeba (okrediterad)
- Silent Hill 2 - Eddie Dombrowski (HD Collection)
- Silent Hill: Shattered Memories - Olika röstroller (okrediterad)
- Singularity - Olika röstroller
- Skullgirls - Leviathan
- Skylanders: Spyro's Adventure - Olika röstroller
- Soulcalibur IV - Valbar röst #3 (okrediterad)
- Sonic Lost World - Zazz
- Soul Nomad & the World Eaters - Levin, Raksha (okrediterad)
- Spider-Man: Web of Shadows - Electro, Shocker
- StarCraft II: Wings of Liberty - Terran Ghost Unit, Olika röstroller
- Star Ocean: Till the End of Time - Dion Landers (okrediterad)
- Suikoden IV - Keneth (okrediterad)
- Supreme Commander 2 - Jarren
- Tales of Symphonia: Dawn of the New World - Orochi, Olika Vanguard-soldater (okrediterad)
- Tales of the Abyss - Dist (okrediterad)
- Tales of the World: Radiant Mythology - Stahn Aileron (okrediterad)
- Tales of Vesperia - Cumore (okrediterad)
- Tales of Xillia - Gilland (okrediterad)
- Tekken 6 - Miguel Caballero Rojo, Ryska soldater (Dragunovs slut), Soldater (Scenario Campaigns Epilog) (okrediterad)
- Tekken 6: Bloodline Rebellion - Miguel Caballero Rojo, Ryska soldater (Dragunovs slut), Soldater (Scenario Campaigns Epilog, Campaigns Epilog, okrediterad)
- Tenchu: Shadow Assassins - Rikimaru (okrediterad)
- The Bureau: XCOM Declassified - Nico DeSilva
- The Last Remnant - Allan, Olika röstroller
- The Saboteur - Olika röstroller
- Titanfall / Titanfall 2 - Robert "Barker" Taube
- Tomb Raider - Olika röstroller
- Transformers: War for Cybertron - Air Raid
- Uncharted 3: Drake's Deception - Olika röstroller
- Unchained Blades - Lucius, Nidhogg
- Undead Knights - Lord Follis
- Valkyria Chronicles - Karl Landzaat, Knute Jung, Noce Woodsworth, Olika röstroller
- Valkyria Chronicles II - Baldren Gassenarl, Nahum Dryer
- Valkyrie Profile 2: Silmeria - Lezard Valeth (okrediterad)
- White Knight Chronicles 2 - Emperor Madoras
- Wild Arms 5 - Chuck Preston, Olika röstroller (okrediterad)
- World of Warcraft: Burning Crusade -  Darkweaver Syth, Talon King Ikiss, Illidan Stormrage
- World of Warcraft: Wrath of the Lich King - Marwyn
- World of Warcraft: Cataclysm - Young Illidan Stormrage
- World of Warcraft: Mists of Pandaria - Sha of Violence, Chi-Ji the Red Crane
- Yggdra Union - Durant
- Z.H.P. Unlosing Ranger VS Darkdeath Evilman - Darkdeath Evilman
- Zatch Bell! Mamodo Fury - Kafk Sunbeam
- Zero Escape: Virtue's Last Reward - Dio

### Dokumentär
- Adventures in Voice Acting - Sig själv

### Röstregissör
- Resident Evil 6
- Resident Evil: Operation Raccoon City
- Resident Evil 5
- Resident Evil: The Darkside Chronicles
- Ace Combat 6: Fires of Liberation
- Armored Core: for Answer
- Shadow Assault: Tenchu
- The Saboteur (Assistant director)
- Naruto
- Naruto: Rise of a Ninja
- Blue Dragon (datorspel)
- Boys Be...
- DearS
- Gun Sword
- Koi Kaze
- Rumiko Takahashi Anthology
- The Third: The Girl with the Blue Eye
- The Last of Us

### Manusförfattare
- Marvel Anime: X-Men
- Marvel Anime: Iron Man
- Naruto
- Naruto Shippuden
- Bleach
- Code Geass
- Gun Sword
- Koi Kaze
- Boys Be...
- DearS
- Rumiko Takahashi Anthology
- The Third: The Girl with the Blue Eye
- Tiger & Bunny